# Paço Municipal da Corunha
O Paço Municipal da Corunha, conhecido como Palácio de María Pita, também conhecido como Paço de María Pita ou Palácio Municipal (em galego:  Palacio de María Pita, pazo de María Pita, em castelhano:  Palacio municipal de La Coruña) é um edifício de estilo eclético que ocupa a frente norte da Praça de María Pita, na cidade da Corunha.
Foi projetado pelo arquiteto Pedro Mariño e construído entre os anos de 1904 e 1912. Encontram-se abrigados nas diversas dependências administrativas do concelho, o Salão de Plenos, os despachos do alcaide e dos concelheiros e o Museu do Relógio.
Sobre a sua arcada encontra-se escrito em espanhol:
"Paços do concelho da muito nobre e leal cidade da Corunha, cabeça, guarda e chave, força e antemural do Reino da Galiza".

## História
A sede do concelho da Corunha situava-se numa casa da Praça da Farinha desde ao século XVI, mas em fevereiro de 1837 foi transferida ao número 23 da rua da Faixa, tendo abandonado a Cidade Velha da Corunha. No entanto, a 9 de março do mesmo ano, uma ordem real provocou a mudança ao que fora Convento de Santo Agostinho, adjunto à Igreja de São Jorge, do que tomou posse a 13 de dezembro de 1838.
Após o decreto que permitiu o desmoronamento das muralhas, o arquiteto Faustino Domínguez Domínguez projetou uma praça, onde destacava o edifício que serviria de sede ao paço do concelho. As obras do palácio não foram iniciadas até ao início do século XX, segundo o projeto de Pedro Mariño.